# La debuttante
La debuttante (Quinceañera) è una telenovela messicana. Prodotta da Televisa, è andata in onda in Messico nel 1987. In Italia è stata trasmessa da Rete A nel 1993.
Nel 2012 è stata creata una serie liberamente ispirata a La debuttante, intitolata Miss XV - MAPS.

## Produzione
La debuttante è stata prodotta in Messico da Televisa; venne trasmessa in prima visione dal 1987. Gli interpreti principali sono Adela Noriega, Thalía ed Ernesto Laguardia. La telenovela, prodotta e scritta da Carla Estrada e René Muñoz, è la prima che è stata pensata per gli adolescenti. La sigla si intitola Quinceañera ed è cantata dal gruppo musicale Timbiriche.